# Едріан Шепард
Едріан Шепард (англ. Adrian Shephard) — головний герой відеогри Half-Life: Opposing Force, офіційного доповнення до відеогри  Half-Life. Він є 22-річним капралом морської піхоти США та бійцем елітного підрозділу HECU (Hazardous Environment Combat Unit), що спеціалізується на операціях у небезпечних зонах.
Едріан Шепард служив у спецпідрозділі HECU, базованому на вигаданій військовій базі Санта в Аризоні. Під час підготовки він поглиблено вивчав поводження зі зброєю Desert Eagle та снайперською гвинтівкою M40A1, що вказує на його спеціалізацію як снайпера.

## Характеристика персонажа
Едріан Шепард — досвідчений боєць, відомий своєю холоднокровністю та вмінням виживати в екстремальних умовах. Його основне озброєння включає пістолет Desert Eagle та снайперську гвинтівку M40A1. Екіпірування Шепарда складалося з бронежилета PCV та шолома, обладнаного протигазом та приладом нічного бачення. Однак його обличчя у грі не показано.

## У відеоіграх

### Half-Life: Opposing Force
Шепард був відправлений разом з іншими бійцями HECU для нейтралізації інопланетної загрози в дослідному комплексі Чорна Меса. Зіткнувшись із серйозним опором прибульців, Шепард та кілька інших солдатів опинилися відрізаними від основних сил. У ворожому середовищі йому довелося протистояти різним силам — істотам зі світу Дзен, Расі X та чорним оперативникам, які прибули на зміну HECU.
Єдина точка перетину сюжетних ліній Шепарда та Гордона Фрімена знаходиться біля телепорту в комплексі Lambda, безпосередньо перед тим, як Фрімен стрибає в портал до світу Дзен. Щоб зберегти цілісність сюжету Half-Life, ця зустріч має лише характер спостереження. Спроби гравця втрутитися в події (стрибнути в портал слідом за Фріменом або атакувати його) призводять до появи напису "Спостереження припинено: Суб'єкт зробив спробу створення часового парадоксу" та перезапуску рівня.
Таємничий G-Man проявляв особливий інтерес до Шепарда ще до подій у Чорній Месі, спостерігаючи за ним під час тренувань, про що Едріан згадує у своєму щоденнику. Протягом подій гри G-Man спочатку рятує Шепарда з радіоактивної кімнати, але пізніше перешкоджає його евакуації разом з рештою сил HECU. Наприкінці гри G-Man активує ядерний пристрій, який Шепард раніше знешкодив, прирікаючи комплекс на знищення. Після перемоги Шепарда над геночервом, G-Man зустрічається з ним особисто, висловлюючи захоплення його здатністю "адаптуватися і виживати незважаючи ні на що". Проте, вважаючи Шепарда небезпечним свідком, G-Man ізолює його в невідомому місці. Гра завершується написом "Затримано" і "Чекає подальшого вирішення".

### Half-Life: Blue Shift
У грі Half-Life: Blue Shift, в розділі "Duty Calls", згадується репутація команди Шепарда через діалог двох солдатів HECU.

### Подальша доля
Точна доля Едріана Шепарда після подій Half-Life: Opposing Force залишається невідомою. Припускається, що G-Man помістив його до поля стазису, подібно до Гордона Фрімена.
Компанія Valve неодноразово отримувала запити від фанатів щодо повернення персонажа. У 2006 році директор Valve Гейб Ньюелл висловив імовірність повернення до цього персонажа в майбутньому. У 2007 році маркетинговий директор Даг Ломбарді підтвердив, що компанія не має наміру відмовлятися від персонажа через його популярність серед гравців.
За даними документального фільму "The Untold History of Arkane: Dishonored/Prey/Ravenholm/LMNO/The Crossing" (2020), Шепард мав стати головним героєм скасованої гри Return to Ravenholm від Arkane Studio, що розроблялася під керівництвом Valve.

## Відгуки та критика
Головний герой Half-Life: Opposing Force завоював приязнь як гравців, так і ігрових критиків. Сайт IGN у рецензії на Opposing Force зазначив, що Адріан Шепард як солдат виглядає більш досвідченим у битві, ніж Гордон Фрімен у Half-Life — здавалося трохи дивним, що вчений здатний поводитися зі зброєю як професіонал. GamePro дотримувався тієї самої думки: «Як і Гордону Фрімену в Half-Life, Шепарду доводиться виживати в абсолютно ворожому середовищі. На відміну від Фрімена, він не якийсь ексцентричний вчений, а тренований солдат, який здатний надірвати дупу на рівні професіонала». Сайти Eurogamer і The Average Gamer одностайно називають Адріана Шепарда зіркою Opposing Force. The Average Gamer навіть присвятив персонажу невелику статтю «Як Адріан Шепард врятував Duke Nukem Forever». У статті розповідається, що хоча Адріан Шепард не настільки знаменитий, як Гордон Фрімен або Барні Калгаун, його пригоди в Half-Life: Opposing Force принесли компанії Gearbox Software величезний успіх, завдяки якому вона перейняла і довела до завершення розробку гри Duke Nukem Forever, створення якої тривало 13 років і було на межі закриття. «Без персонажа Half-Life Адріана Шепарда, який став зіркою Half-Life: Opposing Force і забезпечив успіх Gearbox Software, Duke Nukem Forever помер би 8 травня 2009 року».
З самого виходу Half-Life: Opposing Force в 1999 році капрал Адріан Шепард не перестає фігурувати в обговореннях гравців на різних сайтах, присвячених серії ігор Half-Life. В першу чергу, гравці не перестають бажати повернення Шепарда в майбутніх іграх серії, включаючи очікувану Half-Life 3, або ж пережити ще одну історію цього персонажа як головного героя у новому спін-оффі. Серед гравців популярні припущення про те, що персонаж G-Man, вражений здібностями капрала в Opposing Force, може використовувати його так само, як Гордона Фрімена. Вважається, наприклад, що після втрати контролю над Фріменом в Half-Life 2: Episode One G-Man цілком може знайти йому заміну в особі Адріана. Шепарда і Фрімена часто порівнюють на ігрових форумах, з'ясовуючи, який персонаж кращий, а також фантазують про зіткнення двох героїв у поєдинку. До речі, багато хто вважає Шепарда фактичним противником Гордона Фрімена. Цікавість до персонажа проявляється і у тому, що немає повного уявлення про його зовнішність, оскільки обличчя капрала завжди приховано протигазом.
Лише деякі гравці, всупереч заявам Valve, не вірять у повернення капрала Шепарда в серію Half-Life, або ж вважають його неканонічним, оскільки в ході розробки Opposing Force ідея персонажа належала Gearbox Software. Перед виходом Half-Life 2 голосування на форумах HalfLife2.net (ValveTime) виявило, що 61,4 % опитаних гравців хотіли б несподіваної появи Шепарда у грі, віддаючи перевагу знайомству з таємничими працедавцями G-Man. У 2010 році, майже через три роки після виходу Half-Life 2: Episode Two, опитування на сайті Half-Life Inside показало, що лише 7,8 % (685 голосів з 8811) схилилися на користь того, що наступна гра серії має бути присвячена подальшим пригодам Адріана Шепарда. Крім того, в липні 2008 року фанатами головного героя Opposing Force був навіть заснований збір підписів до петиції, що закликає розробників до того, щоб Шепард з'явився в одній з наступних ігор серії — просто камео, згадка чи незначне відсилання. До вересня 2014 року вона набрала 210 підписів, після чого сайт петиції закрився.

## В ігровій культурі
У зв'язку з тим, що доля Шепарда поки що залишається невідомою, автори сторонніх модифікацій до ігор Half-Life вигадують власні версії подальших пригод капрала. До таких модифікацій для першої Half-Life відносяться, наприклад, Dark Operations, в якому Шепард приходить до тями в світі Дзен і повертається назад у Чорну Мезу, а також продовження цієї модифікації — Retaliation. Для Half-Life 2 активно розроблялася модифікація Opposing Force 2 — користувальницьке продовження гри Half-Life: Opposing Force, у якому G-Man пробуджує Шепарда в час Семигодинної війни. Шепард разом з повстанським «Загоном Фенікса» вступає в боротьбу з Альянсом і намагається закрити утворений просторовий розлом. У липні 2014 року команда розробників повідомила, що зупинила роботу над модифікацією на невизначений час, у майбутньому плануючи об'єднати зусилля з іншими розробниками. З аналогічним сюжетом також створювалася модифікація Operation Shephard, проте її розробка була припинена. Сюжет ще однієї скасованої модифікації, Opposing Shephard, передбачав подальше протистояння Шепарда з Расою X. Одна з випущених модифікацій під назвою Awakening оповідає про те, як G-Man будить Шепарда на арктичній базі Опору до подій Half-Life 2 і дає йому завдання знищити інопланетний корабель, знайдений Альянсом.
У 2011 році, на хвилі фанатських короткометражних фільмів по всесвіту Half-Life, з'явився фільм «Beyond Black Mesa», в якому Адріан Шепард є головним героєм. Дії фільму розвиваються через п'ять років після інциденту у Black mesa. Звільнений з поля стазису, G-Man, позбавлений захисного костюма, виявляє Шепарда в постапокаліптичному світі, захопленому силами Альянсу. Шепард долучається до руху опору, щоб протистояти інопланетним загарбникам. Наприкінці фільму Адріан разом із невідомою дівчиною серед бійців сприяють тому, щоб послання про вторгнення було передано якомога більшій кількості людей. Розраховуючи на те, що передача повідомлення вдалася, Шепард оголошує, що його історія закінчується тут, «щоб світ за кордоном  ще мав шанс». Після цього Адріан і дівчина підривають себе гранатою разом з солдатами Альянсу, які оточили їх.
У 2015 році вийшло ще одне короткометражне відео про Шепарда під назвою «Reinstated: Prologue». Це відео було зроблено в жанрі Машиніма і підготовлено командою Sheath Entertainment для спеціального конкурсу Saxxy Awards 2015, який проводиться серед робіт, створених за допомогою програми Source Filmmaker. Відео розпочинається з флешбеку, який переносить глядача в події Half-Life: Opposing Force. Ми бачимо капрала Шепарда та його загін HECU під час виконання місії в науково-дослідному комплексі Black Mesa. Детально зображені бої з зомбі та іншими мутантами, створеними в результаті наукового експерименту. Однак, наприкінці відео стає зрозуміло, що все це було лише сном або штучно створеним спогадом, який G-Man імплантував Шепарду, щоб маніпулювати його свідомістю та підготувати до нової ролі в захопленому Альянсом світі Half-Life 2.. У 2016 році від тієї ж Sheath Entertainment вийшов інший короткометражний відеоролик — «Reinstated: The Arrival», де Шепард виявляється залученим до подій бета-версії Half-Life 2: наприкінці відео показані вирізані з оригінальної гри Консул (прототип Воллеса Бріна) та ассасин-прибулець, а також рання Цитадель.